# 勸導 (小說)
《勸導》（英語：Persuasion），是英國小說家珍·奥斯汀的最后一部小說。奥斯丁在完成《愛瑪》后很快就开始创作《劝导》，并于1816年完成。1817年，41岁的奥斯丁去世。次年，本书与《諾桑覺寺》一起以四卷本的形式出版。和《諾桑覺寺》一样，本书的很多场景也发生在著名的度假地巴斯。

## 內容簡介
安妮·艾略特是沃爾特·艾略特爵士的二女兒，爵士為人虛榮自負，看重面子地位。安妮的母親早死；大姐伊麗莎白個性和父親相似，早早取代了母親的地位，而妹妹瑪莉是位神經質的女孩，嫁了上流社會的查爾斯·瑪斯格羅夫先生。生性恬靜優雅的安妮和家人合不來，年二十七仍未婚，似乎是嫁不出去了。
八年前，安妮還是十九歲的時候，曾和海軍上校溫特華相戀，到談婚論嫁的時候，因為對方沒財沒勢，家人都极力反对这门婚事，尤其是安妮的教母羅素夫人，她力勸安妮打消念頭，安妮出于「谨慎」和「責任」接受了教母的劝导，忍痛同心上人解除婚约，溫特華上校受到傷害，於是決定離開。
多年後，沒想到溫特華上校又再次出現在安妮的生命中。他在拿破侖战争中賺取了大約25000磅的財富，現在休役回乡，随姊姊姊夫──克羅夫特夫婦居住在艾略特爵士的莊園中。密斯覺家的人包括查爾斯、瑪莉以及查爾斯的姐妹亨利葉塔和路易莎都非常歡迎這位新朋友，尤其是兩個女孩都被溫特華上校深深迷住了。雖然，亨利葉塔幾乎是已和她的表親查爾斯·海特先生訂婚，但這門婚事，雙方經濟社會地位上都有差別，充其量是門体面的婚姻罷了。所以密斯覺夫婦都希望可以讓其中一個女孩嫁過去。安妮和溫特華上校的相遇頗拘謹，但兩人都很鎮定，溫特華上校是打定主意和安妮保持距離，反而和密斯覺家的女孩們非常友好。
溫特華上校到朋友哈威爾上校處拜訪，一眾人到海邊觀光，但在一次意外中，行為魯莽的路易莎跌傷了頭。當眾人亂成一團，理性的安妮反而第一個反應過來，安妮的鎮靜不禁重新引起溫特華上校的注意。路易莎的事故发生后，安妮在巴斯与她的父亲和姐姐会合並遇见她多年未见的遠親威廉，而路易莎和她的父母则留在莱姆里吉斯的哈威尔家以帮助她康复。
路易莎病好了后个性有所不同，后来竟放弃温特华而和温特华的朋友班维克上校订婚。 而温特华则前往巴斯想追求安妮，却在那里看到威廉试图向安妮求爱，激起了他的嫉妒。安妮在探望她过去的老师史密斯夫人时发现，在威廉迷人的外表下，他其实是一个冷酷、精于算计的机会主义者，导致史密斯夫人已故的丈夫负债累累。虽然史密斯夫人相信威廉真的被安妮吸引，但她认为他的主要目的是阻止克莱夫人嫁给他的叔叔，因为新婚可能意味着一个新儿子，取代他成为凯利奇霍尔的继承人。
溫特華和哈威尔船长在巴斯的马斯格罗夫斯酒店遇到了安妮。在那里溫特華无意中听到安妮和哈威尔讨论恋爱中的男人和女人的忠诚度并对安妮的看法深深感动，于是给她写了一张便条，表达了他对她的感情。在酒店外，安妮和溫特華和解，确认了他们对彼此的爱，并重新订婚。

## 主要角色
- 瓦爾特·艾略特爵士 Sir Walter Elliot, Bt. 虚荣自负的从男爵。13年前妻子死后就挥霍无度，导致家庭财政危机，不得不迁居巴斯，将产业凯林奇大厦租给了退伍的克罗夫特将军。
- 伊丽莎白·艾略特 Elizabeth Elliot 瓦尔特爵士的长女。漂亮自负。
- 安妮·艾略特 Anne Elliot 瓦爾特爵士的次女。本书的主人公。27岁但仍未结婚。8年前，她爱上了溫特華上校，但是听从了好友羅素夫人的劝说与之分手。
- 羅素夫人Lady Russell 安妮敬重的教母。
- 克羅夫特夫婦Mr. and Mrs Croft 溫特華上校的姊姊姊夫。

## 改编作品
- 1960年，BBC电视剧集。主演包括Daphne Slater（安妮），Paul Daneman（温特沃斯）
- 1971年，BBC电视剧集。主演包括Anne Firbank（安妮），Bryan Marshall（温特沃斯）
- 1995年，《劝导》，电视电影版。主演包括Amanda Root（安妮），Ciarán Hinds（温特沃斯）
- 2007年，ITV电视电影《勸導 (2007年電影)（英语：Persuasion (2007 film)）》。主演是莎莉·霍金斯（安妮），魯伯·潘瑞-瓊斯（温特沃斯）
- 2022年，Netflix剧集。主演為達珂塔·強生（安妮）

## 外部連結
- 《劝导》年表 （页面存档备份，存于）
- 劝导 - 古腾堡计划
- 电子版免费下载，有pdf、pdb、lit版本
- Librivox网站上的有声版《劝导》 （页面存档备份，存于）
- Pemberley.com上的劝导主页：包括小说、讨论版和常见问题